# Biciklistički šorts
Biciklistički šorts (ili biciklističke (pantalonice)) je kratak odevni predmet, koji tesno pripijen uz kožu pokriva prepone i pruža se od struka do sredine butina. Materijal od koga se pravi je mešavina brzosušećih sintetičkih vlakana i spandeksa, koji mu daje veliku elastičnost i omogućava prijanjanje uz veliku slobodu pokreta. U sedalnom delu poseduje uložak od sunđera koji često sadrži specijalne gelove radi što bolje zaštite osetljivih delova tela od tvrdog sedišta. Osmišljen je da poveća udobnost i efikasnost tokom vožnje bicikla. Biciklistički šorts:
- smanjuje aerodinamički otpor i povećava aerodinamičnu efikasnost
- štiti kožu od ponavljajućeg trenja prepona o sedište i ram bicikla
- pruža podršku muškoj anatomiji i povećava udobnost pomoću dodatnog uloška od sunđera i gelova
- odvodi znoj sa kože i hladi vozača kroz proces isparavanja
- ponaša se kompresivno što smanjuje vibracije mišića
- poboljšava prokrvljenost što smanjuje mogućnost upale mišića
- smanjuje težinu odeće koju nosi biciklista (u odnosu na teksas i obične šortseve)

## Istorija i vrste
U prošlosti su biciklistički šortsevi šiveni od pletene crne vune, koja je prikrivala fleke od ulja. U predelu prepona se nalazio kožni uložak, koji je smanjivao trenje prepona od sedište bicikla. Savremeni biciklistički šortsevi napravljeni su od spandeksa sa sintetičkom postavom i uloškom od sunđera. Prave se u raznim oblicima i stilovima koji odgovaraju potrebama različitih vozača. Nogavice obično na krajevima imaju tanku silikonsku traku koja se lepi za kožu i fiksira nogavice na nozi.
Biciklistički šortsevi nose se bez donjeg veša, i uglavnom kao jedini sloj odeće. Modeli mogu biti krojeni od dva, četiri i više delova. Oni složeniji bolje prijajanjaju, ali su i skuplji.
Biciklističkim šortsevima se često nazivaju svi elastični pripijeni šortsevi, iako su neupotrebljivi u biciklizmu. Primer su kompresivni šortsevi, koji se takođe prave od mešavine mikrofibra i elastina, ali su drugačijeg kroja od onih koje nose biciklisti i nemaju uložak od sunđera. Nose se kao osnovni sloj, samostalno ili ispod običnih šortseva tokom sportskih aktivnosti kao što su trčanje, vožnja rolerima, balet i gimnastika, fudbal, ragbi i drugi sportovi.

### Bib-šorts
Tzv. bib-šorts se umesto elastičnim pojasom održava elastičnim naramenicama (tregerima). Nastao je iz nekadašnje prakse da se tregerima zatežu vuneni šortsevi, koji su se zbog znojenja opuštali i istezali. Profesionalci i ozbiljni vozači ovom modelu daju prednost u odnosu na obične biciklističke da bi izbegli neprijatno stezanje elastičnog pojasa u predelu struka. Ovi modeli dobro pristaju visokim biciklistima i biciklistima sa stomakom, jer ne spadaju tokom vožnje.